# 1506

## Esdeveniments
Països Catalans
- Barcelona: La pesta produeix més de 4.000 morts a la ciutat.[1][2]

Resta del món
- 21 de gener - Ciutat del Vaticà: el papa Juli II crea la Guàrdia suïssa per protegir-lo.
- 18 d'abril: col·locació de la primera pedra de la basílica de Sant Pere del Vaticà, pel papa Juli II.[3]

## Naixements
Països Catalans
Resta del món

## Necrològiques
Països Catalans
- Lluís Alcanyís, poeta i metge valencià.

Resta del món
- 13 de setembre -Andrea Mantegna, artista plàstic italià.[4]

- 20 de maig - Valladolid (Castella, Espanya): Cristòfor Colom, navegant i descobridor d'Amèrica.
- 25 de setembre - Bruges (Flandes): Felip I de Castella, el Bell, rei de Castella.